# فرودگاه ایالتی هارتنس

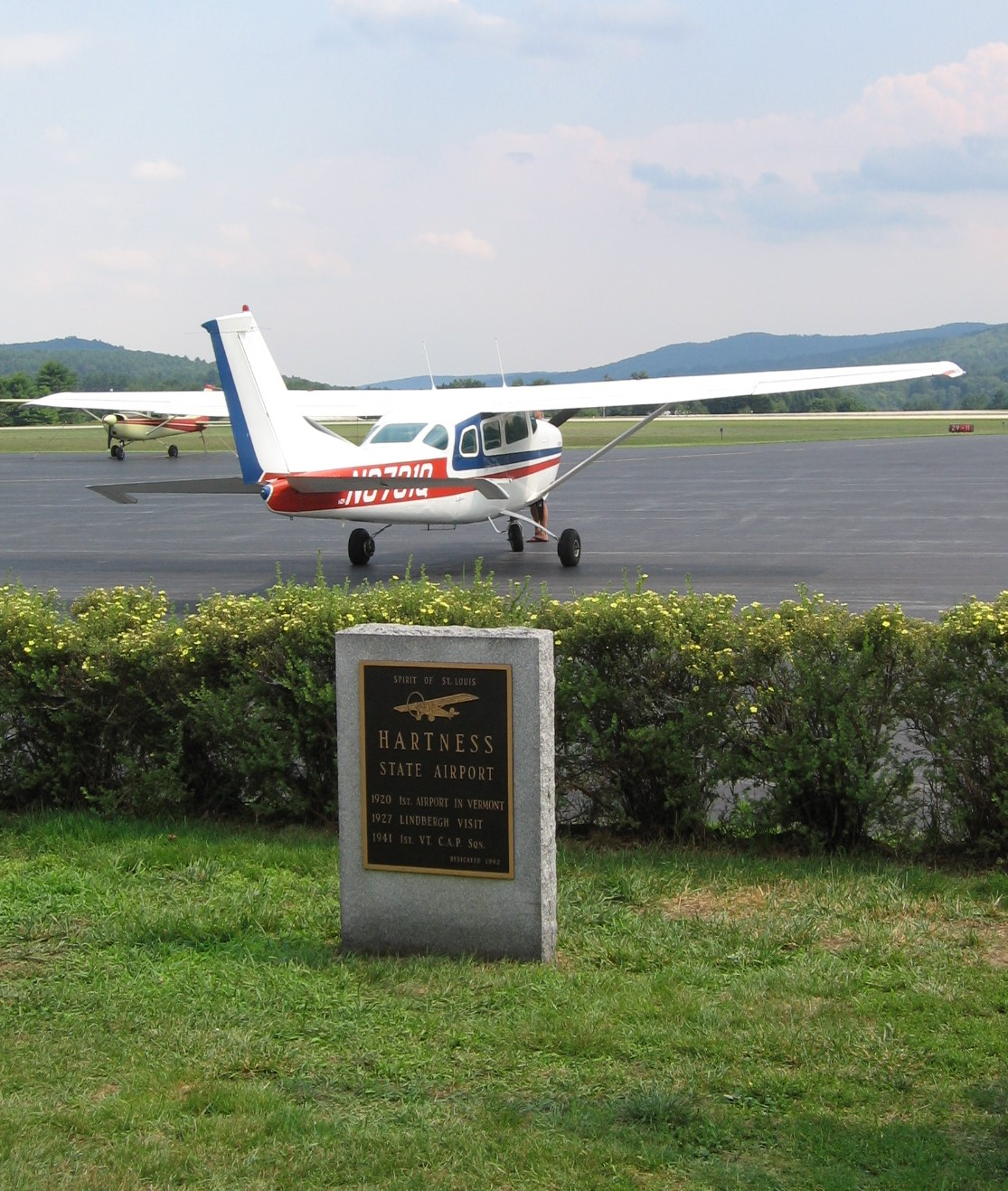
هواپیمایی در فرودگاه

فرودگاه ایالتی هارتنس (به انگلیسی: Hartness State Airport) یک فرودگاه همگانی بهره‌برداری هوایی با کد یاتا VSF است که یک باند فرود آسفالت دارد و طول باند آن ۱۶۷۶ متر است. این فرودگاه در کشور ایالات متحده آمریکا قرار دارد و در ارتفاع ۱۷۶ متری از سطح دریا واقع شده‌.